# Ampelisca dallenei
Ampelisca dallenei är en kräftdjursart. Ampelisca dallenei ingår i släktet Ampelisca och familjen Ampeliscidae. Inga underarter finns listade i Catalogue of Life.